# Museu dos Capuchinhos
O Museu dos Capuchinhos é um museu histórico e artístico de Caxias do Sul, no Brasil, funcionando na dependência da Ordem dos Capuchinhos.
Nasceu a partir da constatação de que a história da Província dos Capuchinhos do Rio Grande do Sul estava sendo esquecida. Alguns frades, incentivados pelo frei Rovílio Costa, iniciaram em Porto Alegre a coleta e catalogação de objetos encontrados em conventos, casas e igrejas da Ordem. Em 1985 o acervo foi transferido para o Seminário São José de Veranópolis, mas ali não havia condições de ser bem cuidado, ocorrendo diversas perdas e estragos.
Em 1993 o Capítulo Provincial aprovou a criação de um museu, cuja sede seria instalada nos edifícios da Gráfica e Editora São Miguel, em Caxias do Sul. O museu iniciou extra-oficialmente suas atividades em 25 de março de 1980. Foi inaugurado enfim no dia 6 de dezembro de 2000, com uma exposição de 100 peças que ilustravam a vida e a história dos freis estabelecidos no Rio Grande do Sul. Seu acervo compreende arte sacra, manuscritos, livros, instrumentos musicais, mobiliário, paramentos litúrgicos, pinturas, fotografias, filmes e diversas outras categorias.